# Селіверстов Володимир В'ячеславович
Володимир В'ячеславович Селіверстов (рос. Владимир Вячеславович Селивёрстов; 1 серпня 1973, Станки) — російський воєначальник, командир 106-ї гвардійської повітряно-десантної дивізії (2021—2023), гвардії генерал-майор (2023). Герой Російської Федерації (2014).

## Життєпис
В 1990 році закінчив середню загальноосвітню школу, в 1992 році — Суздальський сільськогосподарський технікум. Будучи студентом займався в ДТСААФ, де проходив підстрибкову підготовку. Перший стрибок з парашутом здійснив 17 квітня 1991 року.
У Збройних силах Російської Федерації перебуває з 1992 року, коли був призваний на військову службу. Під час проходження служби сержант Володимир Селіверстов вступив до Рязанського вищого повітряно-десантного командного двічі Червонопрапорного училища імені генерала армії В. Ф. Маргелова, яке закінчив у 1997 році.
Проходив службу на командних посадах у підрозділах Повітряно-десантних військ РФ. У 1999 році проходив службу у складі контингенту миротворчих сил ООН у Косові. У 2010 році закінчив Загальновійськову академію Збройних Сил Російської Федерації.
Понад 17 років проходив службу в 45-му гвардійському окремому полку спеціального призначення, що дислокується у місті Кубинка Одинцовського району Московської області. Наприкінці 2014 року на базі полку було сформовано 45-ту окрему гвардійську бригаду спеціального призначення, в якій Селіверстов проходив службу на посаді заступника командира бригади.
Брав участь у бойових діях під час другої російсько-чеченської війни та російсько-грузинської війни 2008 року.
Указом Президента Російської Федерації від 25 грудня 2014 року «за мужність та героїзм, виявлені при виконанні військового обов'язку» гвардії підполковнику Селіверстову Володимиру В'ячеславовичу присвоєно звання Героя Російської Федерації з врученням медалі «Золота Зірка», розробляв і проводив окремі операції під час окупації Криму в лютому 2014 року та окупації Донбасу.
У лютому 2018 року бува призначений командиром 331-го гвардійського парашутно-десантного полку 98-ї гвардійської повітряно-десантної дивізії в Костромі. На чолі полку гвардії полковник Володимир Селіверстов брав участь у Парадах Перемоги 9 травня 2018 та 9 травня 2019 років на Красній площі в Москві.
У 2019 році призначений заступником командира 106-ї гвардійської повітряно-десантної дивізії, що дислокується в Тулі.
З жовтня 2020 по липень 2021 року обіймав посаду командира 31-ї окремої гвардійської десантно-штурмової бригади в Ульяновську.
З липня 2021 року — тимчасово виконуючий обов'язки командира, а з 30 вересня 2021 року — командир 106-ї гвардійської повітряно-десантної дивізії (Тула).
Брав участь у російському вторгненні в Україну з лютого 2022 року. Зокрема, лютого по квітень 2022 року керував діями із захоплення Києва із західного напрямку. Військовослужбовці Тульської 106-ї гвардійської повітряно-десантної дивізії під його керівництвом причетні до військових злочинів проти мирного населення в Бучі, Ірпіні та Гостомелі Київської області. У червні 2023 року Володимиру Селіверстову присвоєно звання генерал-майор.
15 липня 2023 року звільнений з посади міністром оборони РФ Сергій Шойгу. Причина усунення на даний момент невідома, але приводом для цього на думку дослідників став непоступливий характер комдива, який не звик мовчати при відстоюванні питань щодо свого особового складу. З січня 2023 року генерал-майор Селіверстов зі своєю дивізією безуспішно із численними проблемами виконував завдання на Бахмутському напрямі.

## Ушанування
Іменем Героя Росії Володимира Селіверстова названо Центр додаткової освіти дітей у місті В'язники Владимирської області.

## Родина
Дружина — Наталя. У шлюбі народилося двоє синів та донька. Старший син — курсант Рязанського ГВВСКУ, молодший — суворовець.

## Нагороди
- Герой Російської Федерації (25 грудня 2014),
- Орден «За заслуги перед Батьківщиною» 4-го ступеня з мечами,
- Два ордени Мужності (23 вересня 2004, 9 жовтня 2006),
- Медаль «За відвагу» (25 вересня 2000),
- Медалі РФ.
- Знак «Інструктор — парашутист» за 200 і більше стрибків